# Xenia miniata
Xenia miniata är en korallart som beskrevs av Reinicke 1997. Xenia miniata ingår i släktet Xenia och familjen Xeniidae.
Artens utbredningsområde är Röda havet. Inga underarter finns listade i Catalogue of Life.